# Paradelphomyia cerina
Paradelphomyia cerina là một loài ruồi trong họ Limoniidae. Chúng phân bố ở miền Cổ bắc.